# Motbokssystemet

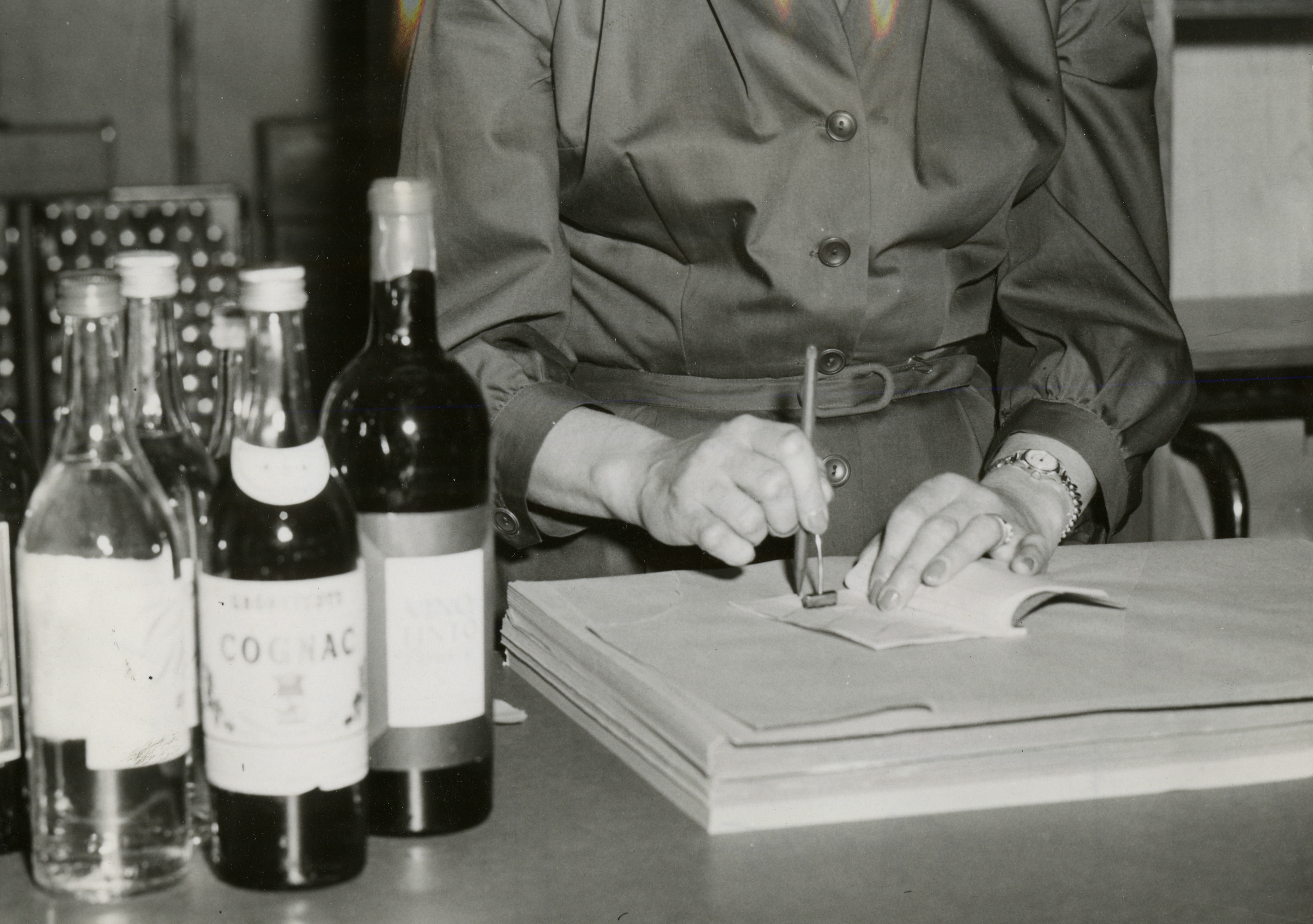
En motbok stämplas 1955.

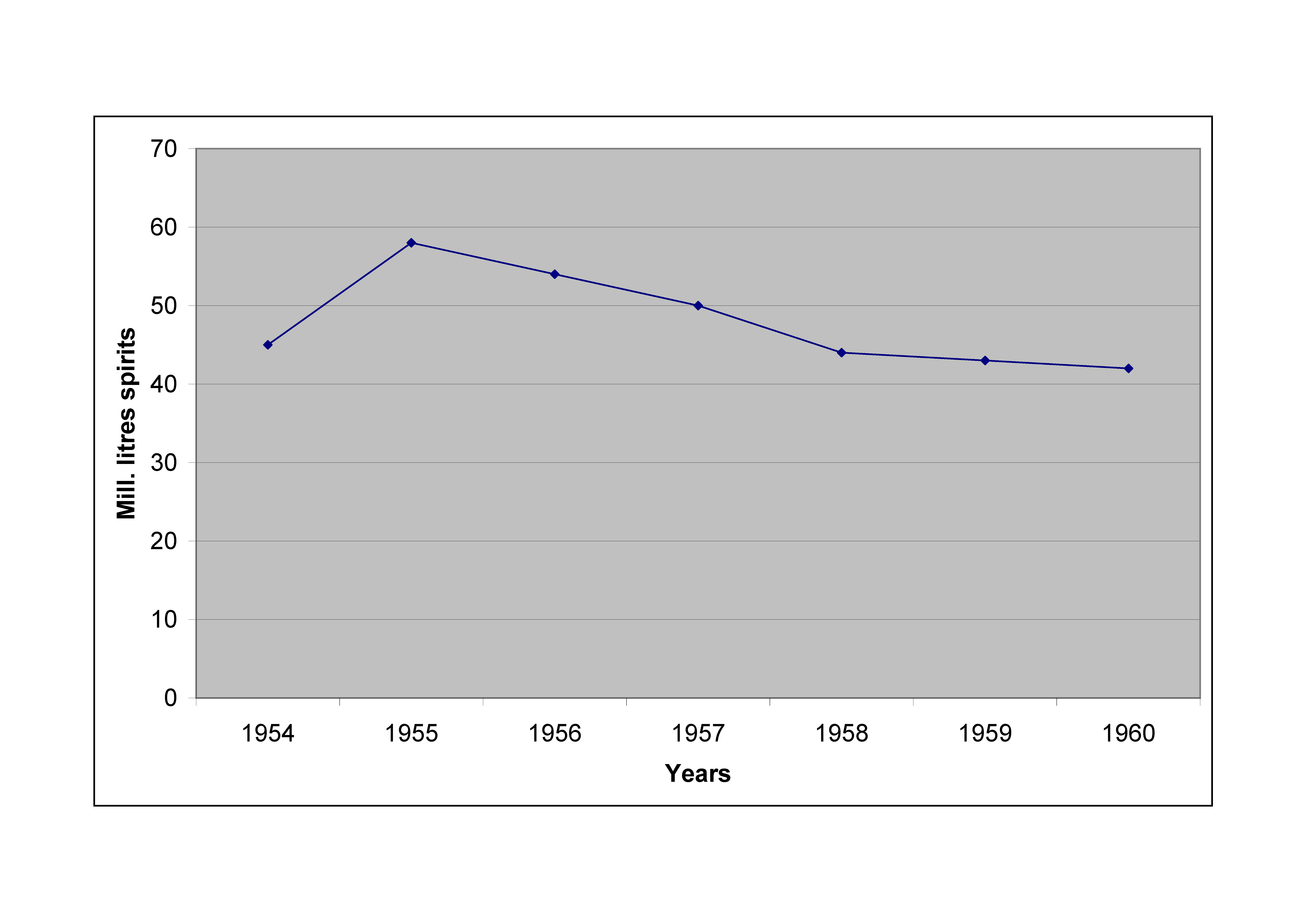
Försäljningen av sprit sjönk efter 1955, det år då motboken avskaffades.

Motbokssystemet eller brattsystemet var ett större försök att minska alkoholkonsumtionen genom reglering av alkoholbruket i Sverige 1917–1955 och i Finland 1944–1969. Det byggde på grundsatsen om individuell kontroll vid försäljning av alkoholdrycker genom en för varje inköpsberättigad person utställd motbok.

## Finland
Motbok, även kallad kontrabok eller alkokort (på finska vastakirja, viinakirja), utfärdades 1944 av Alkohol-bolaget Oy Alkoholiliike Ab för inköp av alkoholdrycker med syfte att kontrollera befolkningens alkoholkonsumtion. I motboken, av vilket staten erhöll stämpelskatt åren 1944–1969, stämplades till en början innehavarens butiksbesök, från och med 1947 även inköpen, men detta förfarande minskade snart till att gälla endast starkare drycker. Från och med 1957 gällde stämplingen främst vid ofta förekommande köp av starkdrycker, då kunden var skyldig att uppvisa kortet. Kortet kunde beslagtas på viss tid ifall missbruket var påfallande. Motboken avskaffades 1969.

## Sverige

### Andréesystemet
Ernst Andrée, bror till August Andrée, var direktör för Göteborgssystemet i början av 1900-talet. För att motverka alkoholmissbruk införde han ett antal restriktioner. Det började 1908 med att man enbart fick köpa en sup över disk före klockan 12, och för att bli serverad ytterligare en krävdes att man köpte mat för 6 öre. 1911 utökades restriktionerna till att man alltid var tvungen att köpa tillagad mat, för att få köpa brännvin på krogen. Året därpå infördes en lokal restriktionsordning i Göteborg som kom att kallas Andréesystemet. Alla som fyllt 21 år fick ett anmälningsbevis som var tvunget att uppvisas när man handlade alkohol. Men om man vid minst två tillfällen åkt fast för fylleri föregående år förvägrades man att handla, och miste sitt kort. Senare utvidgades systemet till att man blev av med sitt kort om man köpt 30 liter sprit på en månad, och ännu lite senare även 35 liter under två månader. 

### Bratt och systembolaget
Samtidigt i Stockholm drev läkaren och den liberale politikern Ivan Bratt, agitation kring regleringar för att minska alkoholmissbruket. Hans tankar började förverkligas 1913–1914, då han i Stockholm startade "Stockholmssystemet", som följdes av liknande systembolag i andra städer, samt Vin- och spritcentralen, som med statsmakternas stöd inlöst alla enskilda vin- och spirituosaaffärer.
Efter rusdrycksförbudslinjens knappa förlust i folkomröstningen 1922, blev permanentandet av motbokssystemet en politisk kompromiss mellan de båda sidorna.

### Motboken

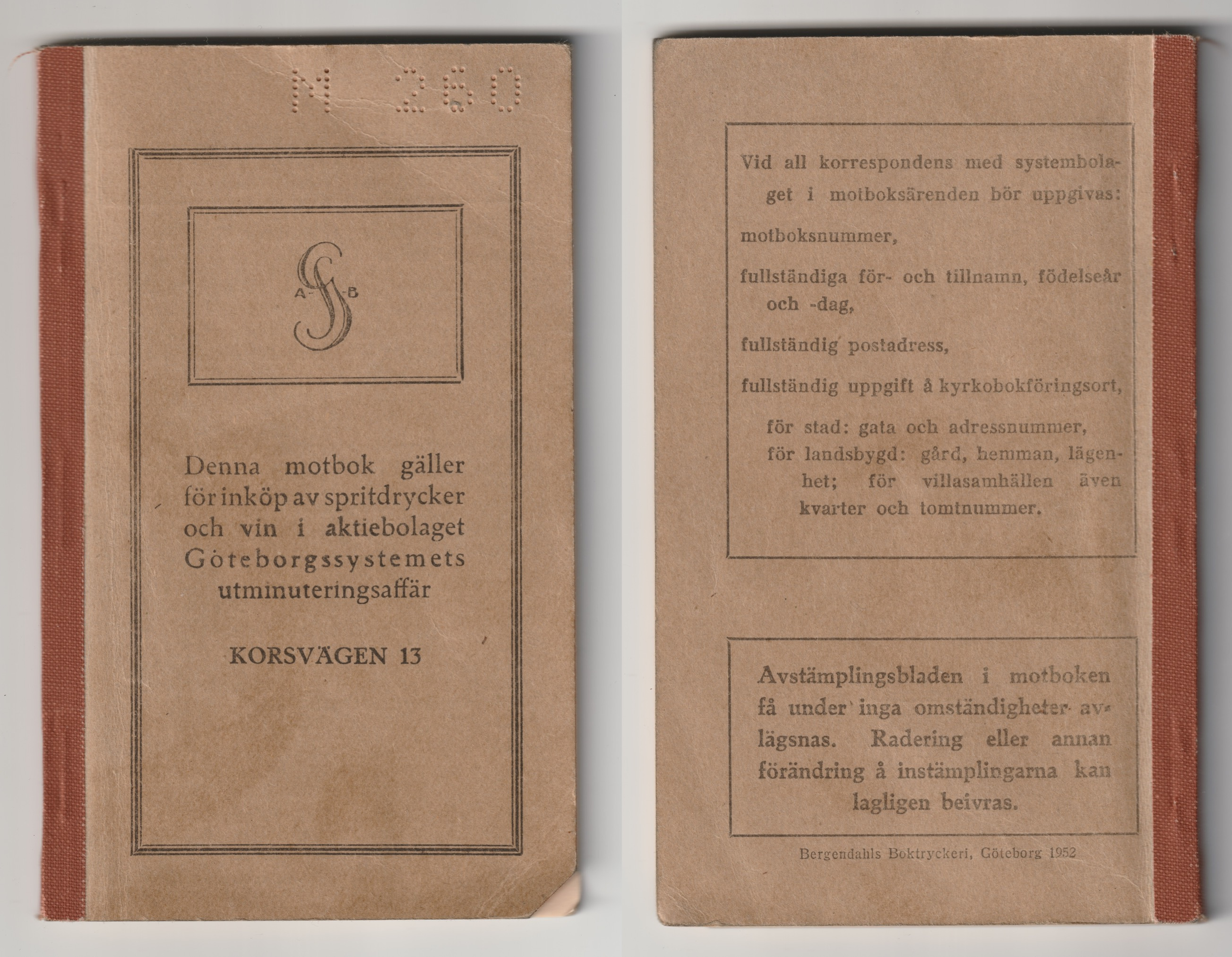
Motbok från Göteborg (1952).

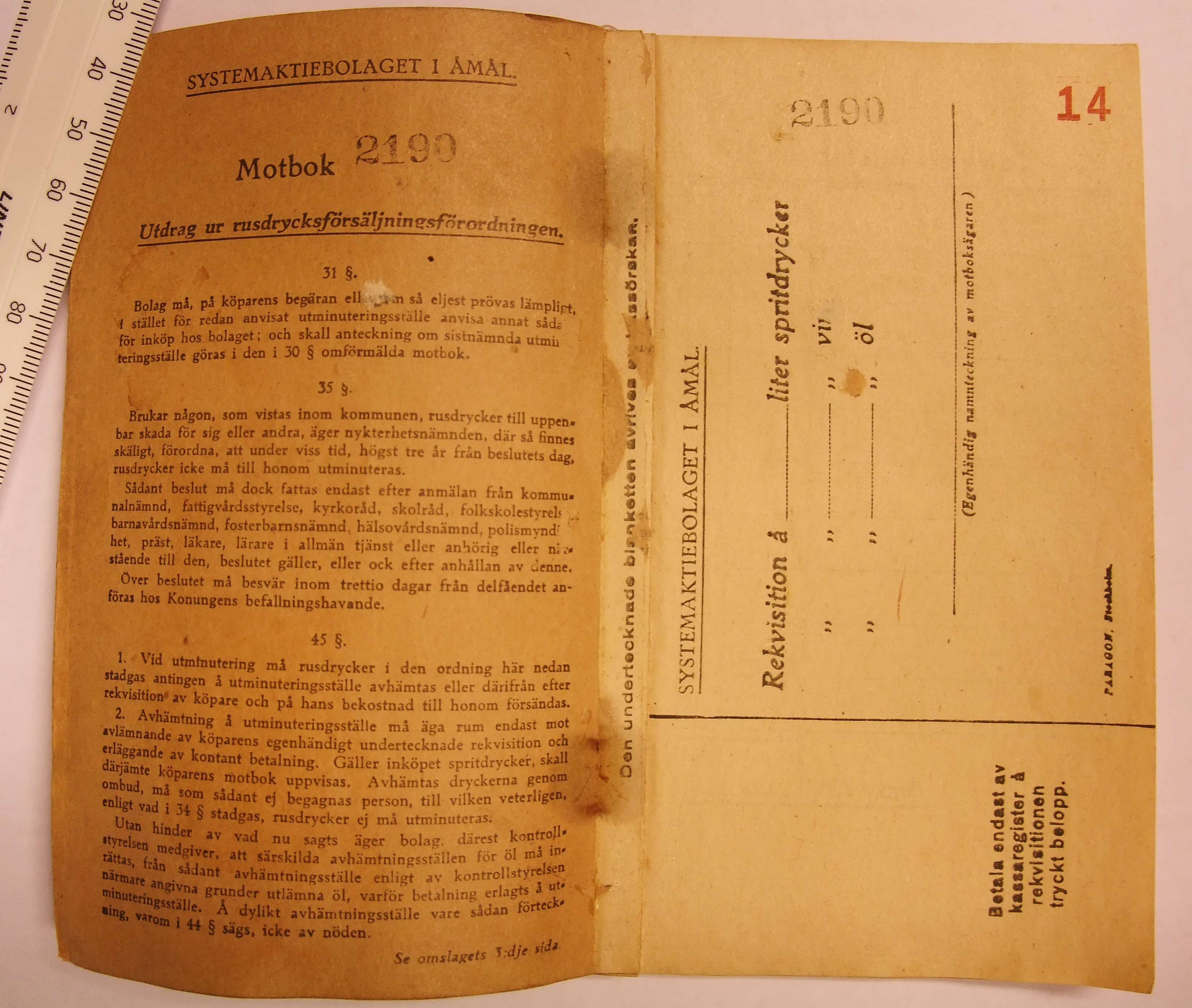
"Motbok" - Åmåls systembolag (1920). Rekvisitionsdel.

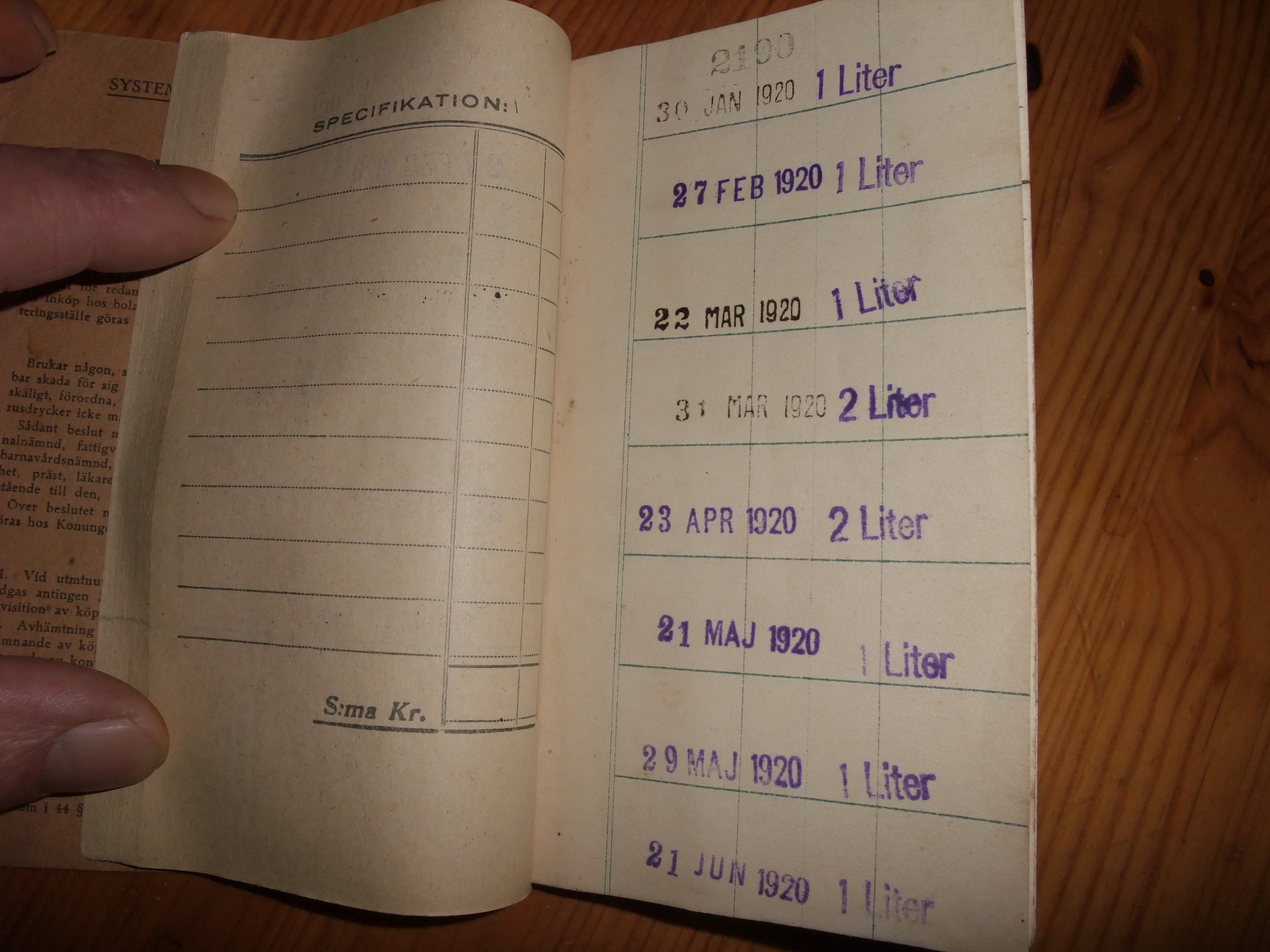
"Motbok" - Åmåls systembolag (1920). Inköpsdel.

Brattsystemet var ett ransoneringssystem och därför behövdes en motbok för att registrera inköpen. Från början användes motboken bara för spritdrycker för att senare användas även för vin. Motbokskontrollen genomfördes fullt ut 1917 och systembolagen fick monopol på all alkoholförsäljning. Starköl kunde dock bara köpas mot recept på apoteken.
Motboken var ett häfte med plats för stämplar, där inköpen skrevs in för att kunna bevaka den köpta tilldelade ransonen. För att erhålla motbok måste man skriva en ansökan till vederbörande systembolag och blev då registrerad som kund om "särskilt hinder icke förelåg". Inköpen måste ske i bestämd butik och motboken fick inte lånas ut eftersom den var strängt personlig.
Vid ansökan om motbok var den sökande tvungen att uppge hur och var man bodde, om man var gift och hur mycket man tjänade.
Antalet motböcker var den 31 december 1953 totalt 2 015 026, motsvarande 28 % av hela befolkningen.

#### Indelning, tilldelning och kontroll
Ransonen för spritdrycker var från början  en eller två liter i månaden men ökades senare till normalt tre liter, och det var personens sociala status som avgjorde ransonens storlek.
Inkomst, kön, förmögenhet och samhällsposition styrde tilldelningen. Färre än en av tio kvinnor hade motbok, och i de fallen de hade en var den tilldelade ransonen långt mindre än männens. En gift kvinna erhöll i regel inte motbok. En hushållerska kunde till exempel nekas motbok med motiveringen att mannen i den familj hon arbetade i hade motbok. Unga, ogifta män kom sällan i fråga och den som var arbetslös, bostadslös eller saknade inkomst kom aldrig ifråga.
För att tillämpa motbokssystemet skapade Systembolaget en egen indelning av människor och ett begrepp "spritbehovsmiljö" där tanken var att en viss miljö motsvarades av ett bestämt behov av alkohol. Människor på landsorten fick i regel en mindre ranson än stadsbor och tillämpningen var liberalare i söder än i norr. Det fanns förslag att vissa grupper av alkoholister borde steriliseras.
Tilldelningen ändrades från att ske kvartalsvis till månadsvis och regeln "femstämpling" infördes som innebar att inköp bara fick ske med fem dagars mellanrum. För de högsta samhällsklasserna skapades särskilda "stjärnböcker" som medgav inköp enligt de ursprungliga reglerna.
Motboken blev för många ett medborgarbevis och ett papper som bevisade att man var accepterad av samhället.
Extra tilldelning för bröllop, födelsedagar och för representation beviljades rutinmässigt efter ansökan. Konstnären Anders Zorn fick år 1919, året innan han avled, köpa totalt 54 liter punsch.

#### Nykterhetsnämnderna
Nykterhetsnämnderna som upprättades i varje kommun var en del av motbokssystemet och byggde på god kännedom om bygdens invånare. De flesta som engagerade sig i nykterhetsnämnderna var organiserade nykterister. Nämndernas uppgift var att utreda anmälningar om onykterhet och komma med åtgärder. Sjukhusen och systembolagen stod för flest anmälningar, men även familjemedlemmar, grannar och bekanta. Nämnderna hade många åtgärder att sätta in mot en person som drack för mycket. Det kunde vara hembesök (vilket inte var ovanligt), förhör inför nämndens ledamöter eller tvångsomhändertagande. Vanvård av hemmet registrerades. Under behandling kunde nytt umgänge föreslås.
Motboken skapade grogrund för angiveri och förtal.
Nykterhetsnämnderna var aktiva till och med 1974, knappt två decennier efter att motboken avskaffats.

#### Register

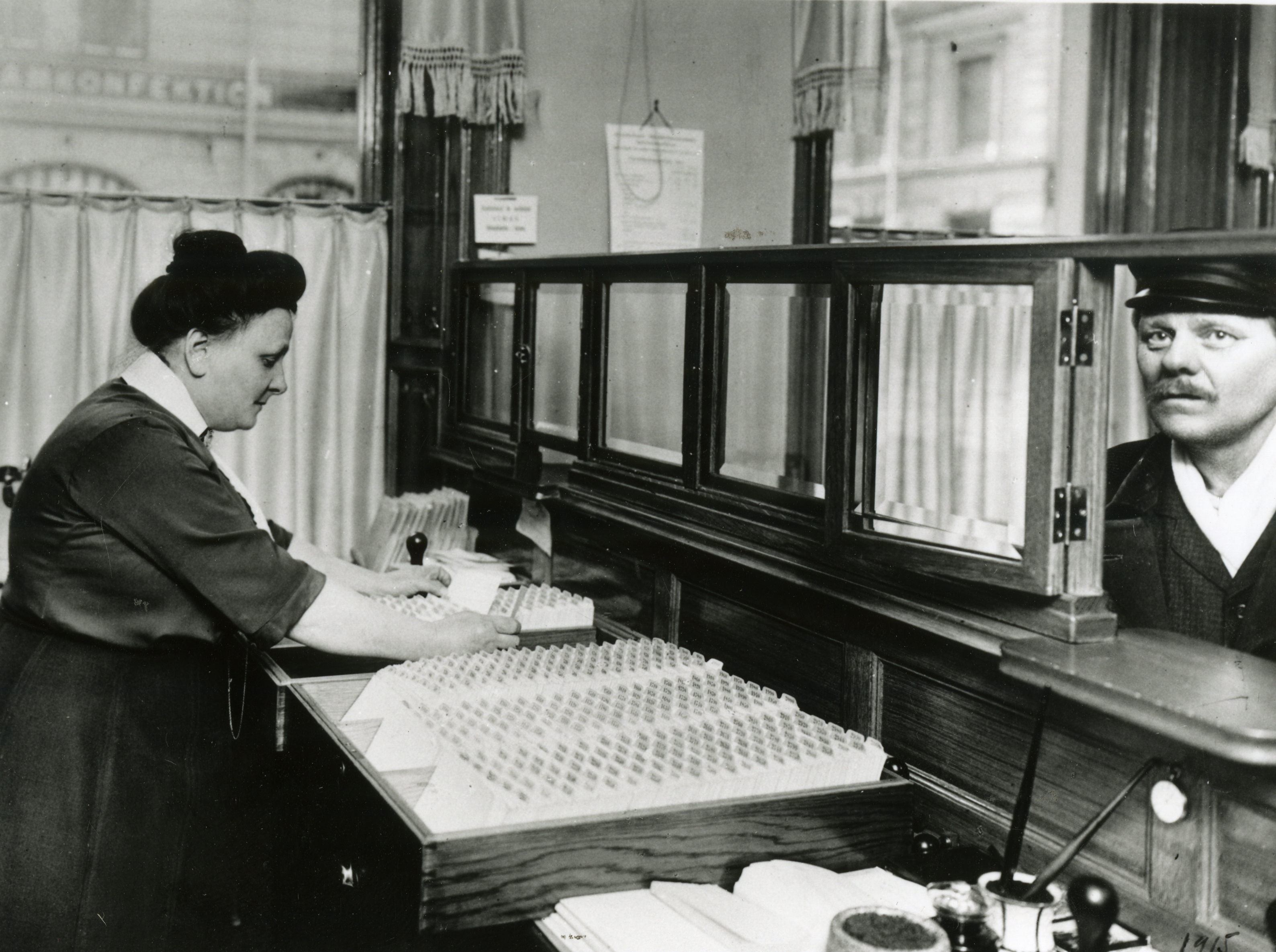
Kvinna bläddrar i ett motboksregister.

För att tillämpa systemet upprättades flera stora register.
Kontrollsystemet ifrågasattes av dem som nekades motbok men även av andra som uppfattade kontrollsystemet som dels ett slöseri med tid, pengar och arbetskraft, dels som ett hot mot frihet och personlig integritet.

##### Systembolagets centralregister
I Centralregistret samlades en stor mängd information om svenskarnas skötsamhet och nykterhet. Det handlade om uppgifter om socialhjälp, fängelsevistelse, intag på alkoholistanstalt, gripande av polis för fylleri, skatteslarv, uteblivet underhållsbidrag för barn, onykterhetsrapporter från sjukhus eller nykterhetsnämnder samt om alkoholrelaterade brott. Alla myndigheter som kom i beröring med sådana personer hade skyldighet att rapportera till Systembolaget.
1951 arbetade 137 personer på heltid enbart på Systembolagets kontrollavdelning i Stockholm och med uppgifter om stockholmarna.
Polisen besökte Systembolaget för att ta del av uppgifter om enskilda individer.

##### Portföljregistret
I Portföljregistret registrerades vartenda inköp med motbok. För varje motboksägare fanns en mapp i vilken det samlades uppgifter om mängd och tidpunkt för ett inköp.
Om en kund handlade på ett sätt som inte stämde överens med dennes sociala status uppfattades det som misstänkt och resulterade i ett brev.

### Avskaffandet

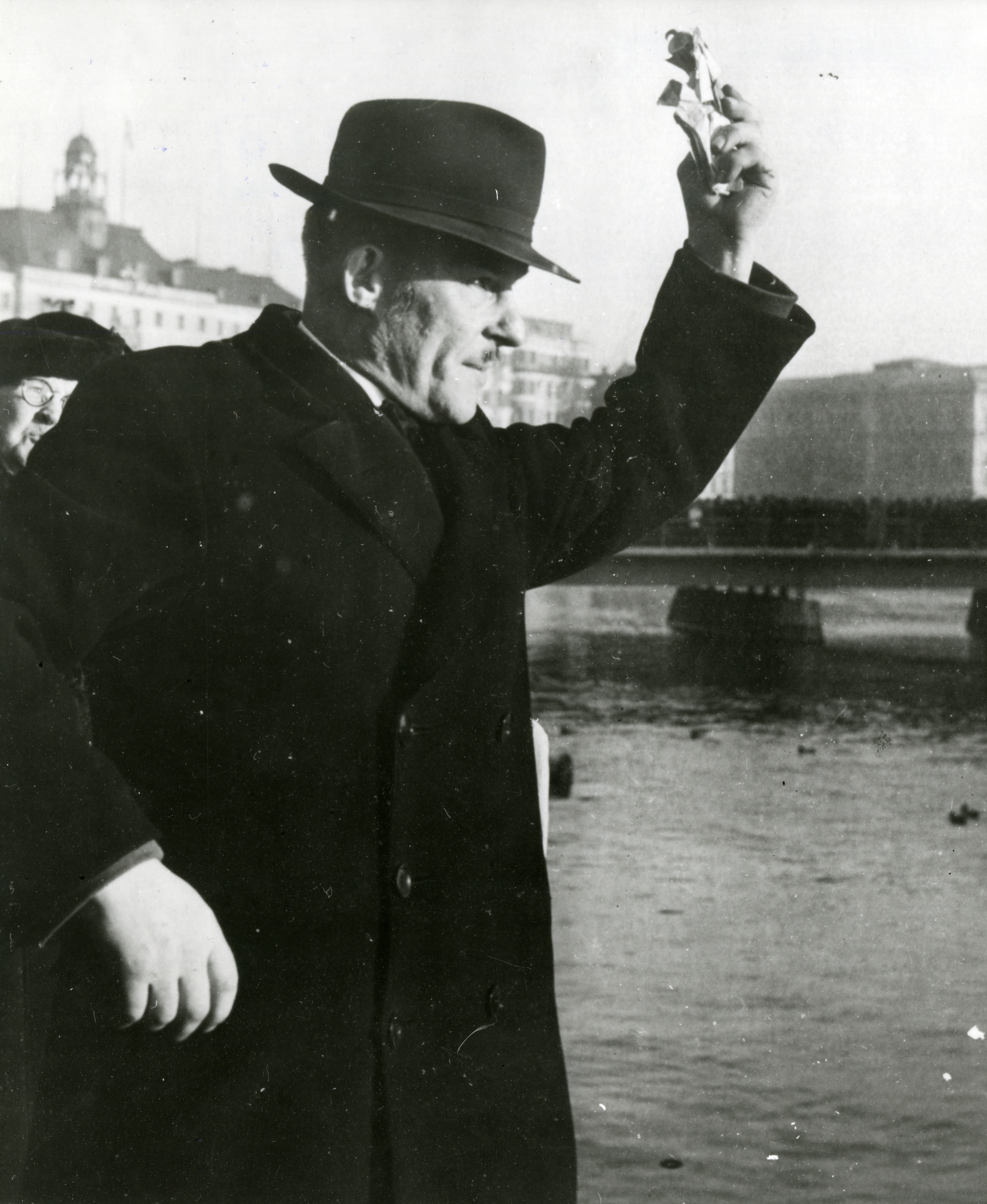
En man kastar motboken i vattnet 1955.

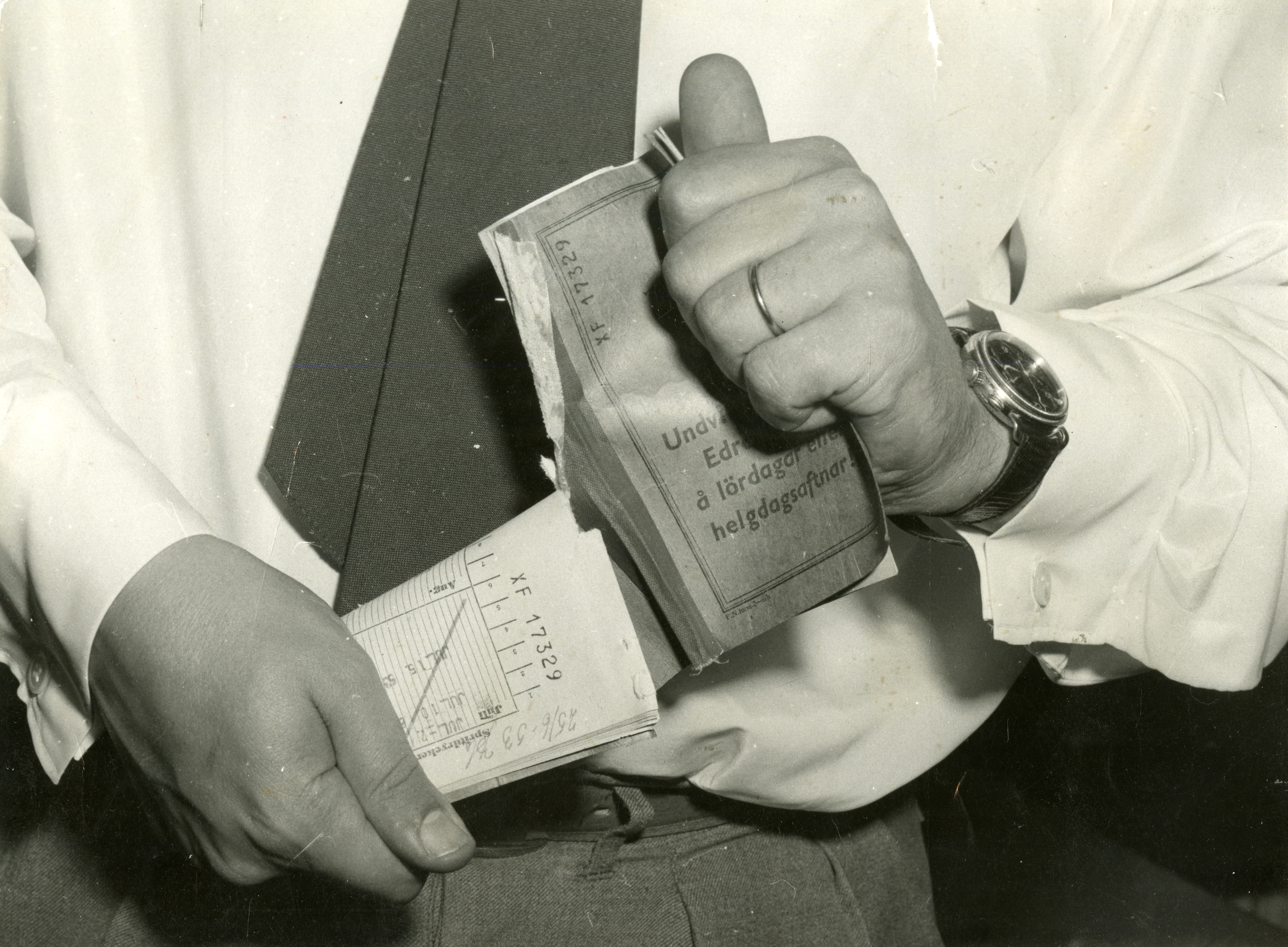
Motbok rivs.

1944 uttalade sig nykterhetsrörelsen för att avskaffa motboken och riksdagen tillsatte samma år en nykterhetskommitté. Brattsystemet upphörde 1955.
Motboken skapade olust hos många människor. I oktober 1955 utspelade sig glädjescener i Stockholm i samband med avskaffandet och vissa kastade sina motböcker från broarna ned i vattnet.